# Церковь Святейшего Сердца Иисуса (Бремерхафен)
Церковь Святейшего Сердца Иисуса (нем. Kirche Hl. Herz Jesu) — римско-католическая приходская церковь в Бремерхафене, земля Бремен, Германия.
Построена в 1911 году по проекту архитектора Генриха Флюгеля (нем. Heinrich Flügel ) в стиле неоготика по типу зального храма, освящена епископом Адольфом Бертрамом.

## История
В городе Бремерхафен, основанном в 1827 году, первая католическая церковь - Церковь Непорочного Зачатия Марии была построена в 1867 году. В начале XX века рост промышленности и населения города привёл к одновременному планированию собственных приходских церквей для тогда ещё самостоятельных общин Гестемюнде и Лехе. Анонимный спонсор предоставил 60 тысяч марок для строительства церкви, но с условием, что престольным праздником для неё будет Праздник Святейшего Сердца Иисуса. Среди трёх архитектурных проектов был выбран проект Генхиха Флёгеля.

## Описание
Кирпичное здание с характерными для готического стиля масверком и контрфорсами.
В алтаре находятся мощи Святой Урсулы.
Орган в церкви был заменён в ходе ремонта в 1974 году.
Изначально церковь имела четыре колокола, но после Первой мировой войны остался только один - "колокол Бернварда", который и оставался единственным до 2001 года, когда были установлены ещё три, и теперь церковь имеет глубокий и далеко слышимый 4-голосовой звон.